# Jürgen Elstrodt
Jürgen Elstrodt (* 8. April 1940 in Osnabrück) ist ein deutscher Mathematiker.
Elstrodt studierte an der Universität Münster und wurde 1970 an der Universität München promoviert (Über das Eigenwertproblem der automorphen Formen in der hyperbolischen Ebene bei Fuchsschen Gruppen 2. Art). 1974 habilitierte er sich an der Universität München bei Walter Roelcke (1928–2005) (Die Resolvente zum Eigenwertproblem der automorphen Formen in der hyperbolischen Ebene). Ab 1974 war er wissenschaftlicher Rat und Professor an der Ludwig-Maximilians-Universität München. Ab 1976 war er Professor für Mathematik an der Universität Münster. 2005 ging er in den Ruhestand.
Er befasste sich unter anderem mit der analytischen Theorie automorpher Formen und Verbindungen zur hyperbolischen Geometrie und Zahlentheorie. Von Elstrodt stammt ein bekanntes Lehrbuch der Maß- und Integrationstheorie. Er befasst sich auch mit Mathematikgeschichte, zum Beispiel mit Peter Gustav Lejeune Dirichlet, und schrieb mit Norbert Schmitz eine Geschichte der Mathematik an der Universität Münster.

## Schriften
- Maß- und Integrationstheorie, Springer Verlag, 8. Auflage 2018, ISBN 978-3-662-57938-1.
- mit Fritz Grunewald, Jens Mennicke: Group actions on hyperbolic spaces: harmonic analysis and number theory, Springer Verlag 1998.
- mit Grunewald: The Petersson scalar product, Jahresbericht DMV, Band 100, 1998, Heft 4, S. 253.
- Die Selbergsche Spurformel für kompakte Riemannsche Flächen, Jahresbericht DMV, Band 83, 1981, S. 45–77.
- The Life and work of Gustave Lejeune Dirichlet (1805–1859), in William Duke, Yuri Tschinkel (Herausgeber) Analytic Number Theory – a tribute to Gauss and Dirichlet, Clay Math.Proceedings, Band 7, 2007 (Gauss-Dirichlet-Konferenz Göttingen 2005), Online (Memento vom 13. Februar 2010 im Internet Archive).